# Цапок, Георгий Антонович
Георгий Антонович Цапок (1896—1971) — украинский советский театральный художник, сценограф, плакатист, график, ученик Ладислава Тракала.

## Биография
Обучался в Художественно-ремесленной учебной мастерской декоративной живописи Харьковского общества грамотности, где его товарищами по школе были Б. Косарев и В. Ермилов.
С 1916 года начал работать в театре. Позже был зачислен в Харьковское художественное училище (ныне Харьковская государственная академия дизайна и искусств), которое закончил в 1918 году. Ученик М. Р. Пестрикова по рисунку, А. М. Любимова по работе с темперой и клеевыми красками, и Г. Н. Горелова.
Работал в жанре театрально-декорационного искусства, плаката и книжной графики («Воскресенья и понедельники» Ю. Смолича, 1929, и др.). Член левой литературной группы Авангард. В 1926—1929 годах выполнил серию пропагандистских и антирелигиозных плакатов.
Член Харьковского отделения Союза художников Украины с 1938 года.
В 1920—1928 годах был художником Первого государственного украинского театра для детей и юношества в Харькове, художественно-показательного театра «Красный факел», Украинского драматического театра им. Т. Г. Шевченко, Вседонбассовского и Харьковского театральных трестов, Театра революции им. Ленинского комсомола и русского драматического театра в Харькове.
Оформлял спектакли в театрах Харькова, Киева, Днепропетровска. В 1939—1946 годах — главный художник Харьковского русского театра. Декорации художника создают психологическую атмосферу спектакля, отличаются конструктивной чёткостью, стилевой завершённостью.
Оформил целый ряд театральных постановок.

## Избранная сценография
- «Вьюга» Д. Щёголева (Харьковский Краснозаводской рабочий украинский театр),
- «Мятеж» Д. Фурманова (1928),
- «Диктатура» И. Микитенко (1929),
- «Последние» М. Горького (1937) — Театр им. Франко;
- «Русские люди» К. Симонова (1942),
- «Фронт» А. Корнейчука (1943),
- «Кремлёвские куранты» Н. Погодина (1944) — Харьковский русский театр
- «Дама с камелиями» А. Дюма (сына),
- «Перикола» Ж. Оффенбаха (Харьковская оперетта),
- «Безумный день, или Женитьба Фигаро» Бомарше,
- «Мессия» Е. Жулавского,
- «Мирандолина» К. Гольдони,
- «Наймичка» М. Вериковского по Т. Шевченко (1945) — Харьковский театр оперы и балета.

Вне театра Цапок участвовал в оформлении фойе харьковского цирка (1919), в создании стенописи на Доме актёра. Участник республиканских и зарубежных выставок с 1927 года. Персональная выставка: Харьков — 1961 год.